# Heygendorf
Heygendorf è una frazione della città tedesca di Artern.

## Storia
Il comune di Heygendorf venne soppresso e aggregato alla città di Artern.